# Matt Waletzko
Matt Waletzko (Cold Spring, 15 dicembre 1999) è un giocatore di football americano statunitense che milita nel ruolo di offensive tackle per i Dallas Cowboys della National Football League (NFL).

## Carriera

### Dallas Cowboys
Al college Waletko giocò a football alla North Dakota University. Fu scelto nel corso del quinto giro (155º assoluto) del Draft NFL 2022 dai Dallas Cowboys. Il 22 ottobre 2022 subì un infortunio al gomito in allenamento venendo inserito in lista infortunati e chiudendo la sua stagione da rookie con 3 presenze.